# ألبرتو بيلاغوتي
ألبرتو بيلاغوتي (3 سبتمبر 1989 بإمبولي في إيطاليا - ) هو لاعب كرة قدم إيطالي في مركز حراسة المرمى. شارك مع منتخب إيطاليا تحت 19 سنة لكرة القدم. أما مع النوادي، فقد لعب مع نادي إمبولي ونادي بيزا وManfredonia Calcio ‏.

## وصلات خارجية
- ألبرتو بيلاغوتي على موقع قاعدة بيانات كرة القدم.إي يو (الإنجليزية)
- ألبرتو بيلاغوتي على موقع Soccerway.com (الإنجليزية)
- ألبرتو بيلاغوتي على موقع عالم كرة القدم.نت (الإنجليزية)
- ألبرتو بيلاغوتي على موقع AS.com (الإسبانية)